# Gare de Thiès
La gare de Thiès (commune de Thiès située dans la région du même nom au Sénégal) est une gare ferroviaire, située au carrefour de plusieurs lignes, dont la ligne Dakar-Niger.
En 1885, la ligne ferroviaire Dakar-Saint-Louis est inaugurée, première du genre en Afrique occidentale française, avec un arrêt à Thiès. La construction de la ligne de Thiès à Kayes au début du XXe siècle, puis de nouveaux embranchements vers Louga, Linguère et Diourbel et Touba renforcent le rôle de la gare, encore accru par l’installation d’ateliers de réparation en 1923 et du siège du Dakar-Niger en 1934. Le 27 septembre 1938, la première grève du chemin de fer au Sénégal se conclut par une émeute, faisant 6 morts et 92 blessés (voir tuerie de Thiès),.
La gare de Thiès est réhabilitée en 2024 dans le cadre de la relance de la desserte Thiès-Diamniadio par la société des Grands trains du Sénégal (GTS),,.

## Galerie

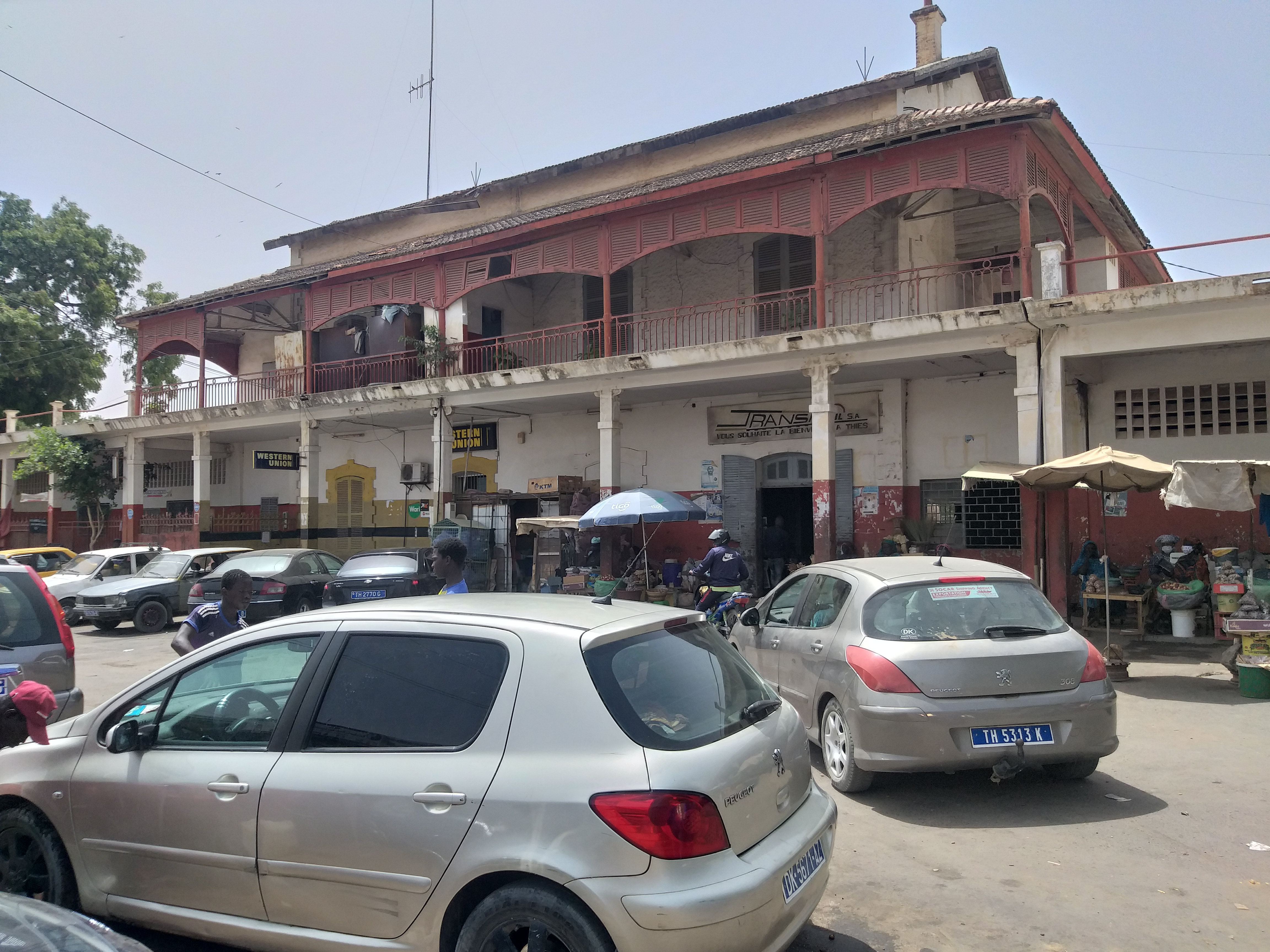
La gare côté rue.
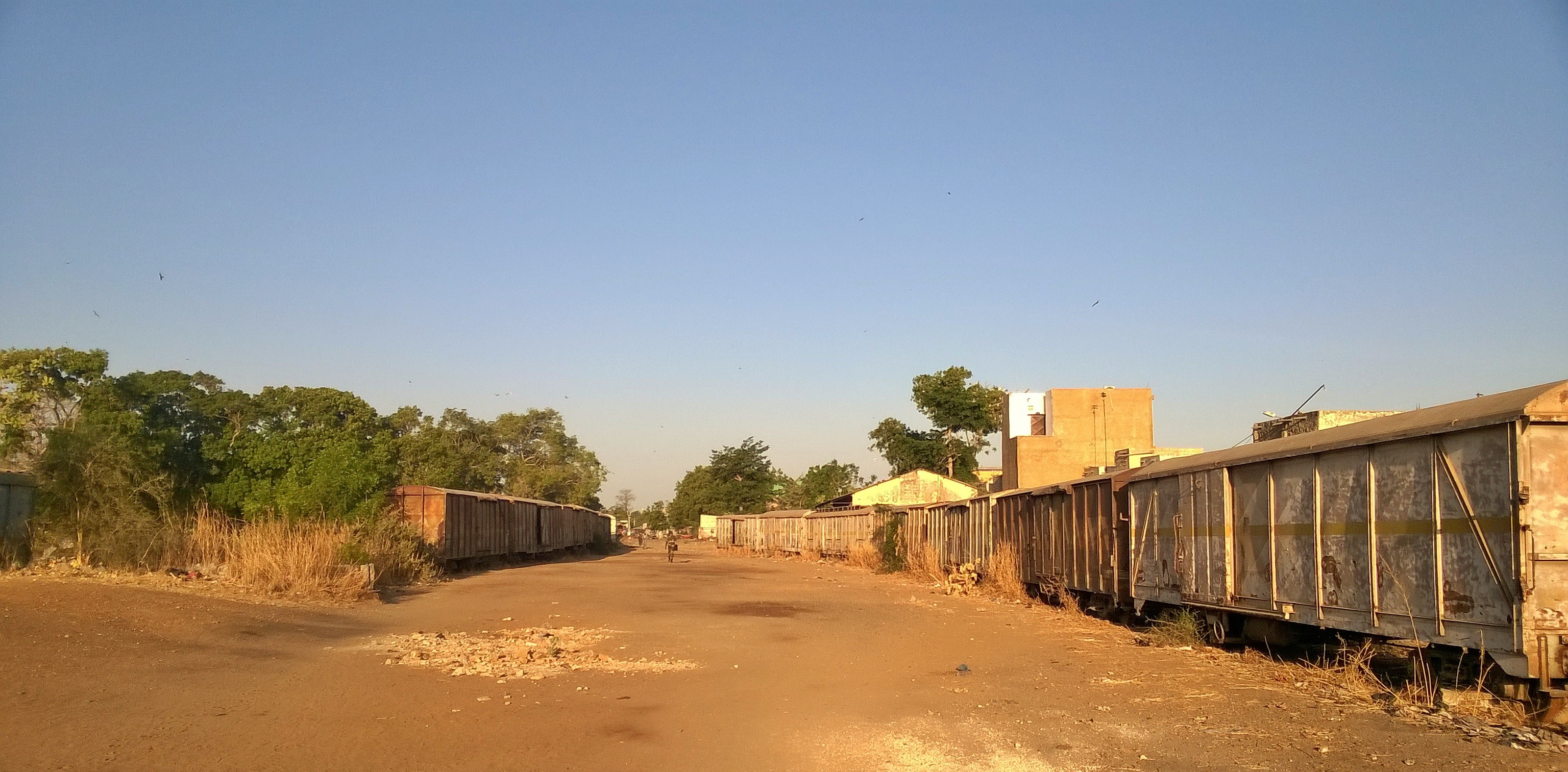
Un train abandonné.
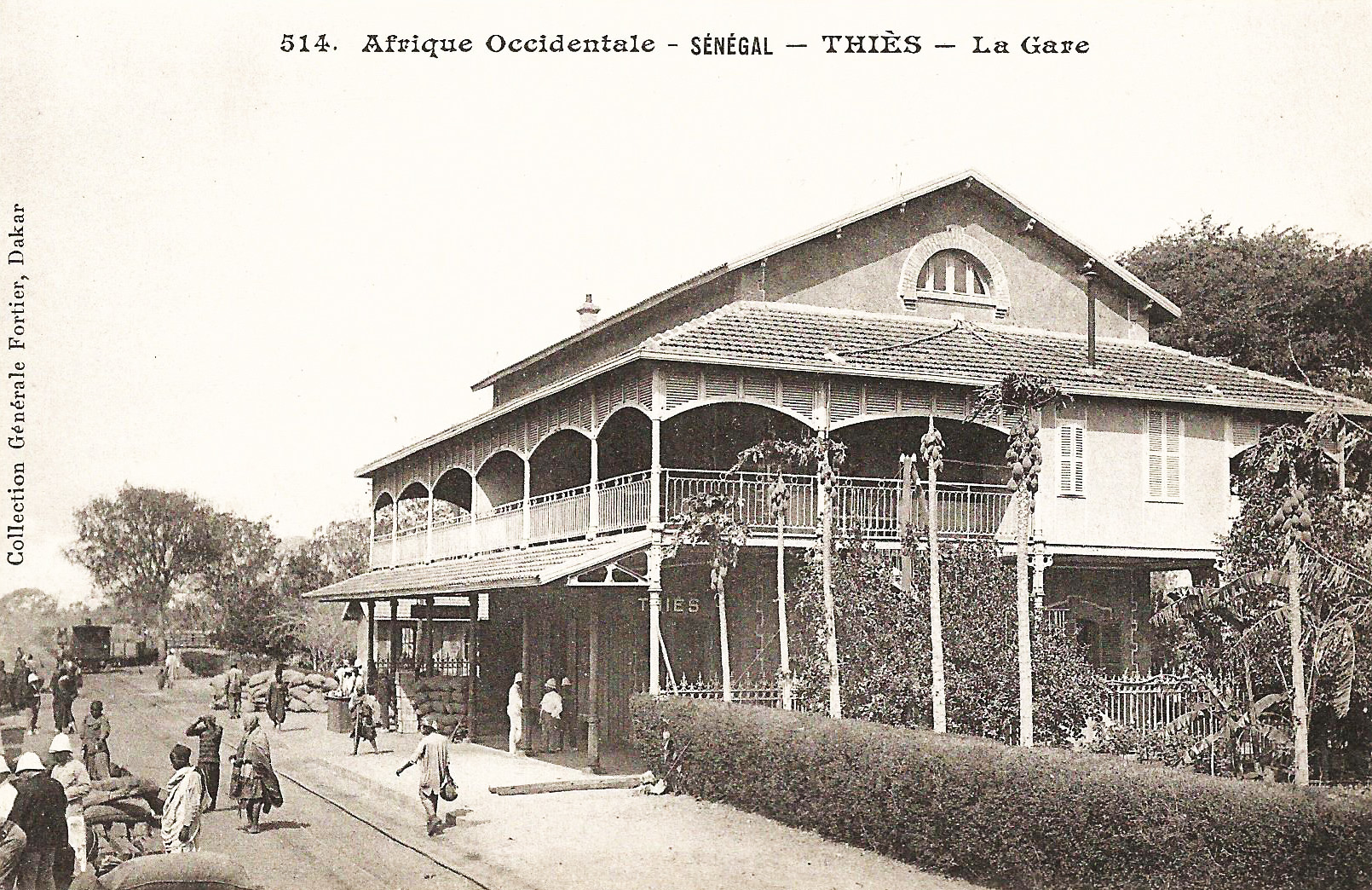
La gare au début du XXe siècle.